# Pensiero di Leibniz
Il pensiero di Leibniz s'inserisce nel dibattito metafisico sulla sostanza, aperto da Cartesio e giunto alla sua conclusione con le filosofie di Spinoza e di Locke, alle quali Leibniz si opporrà.

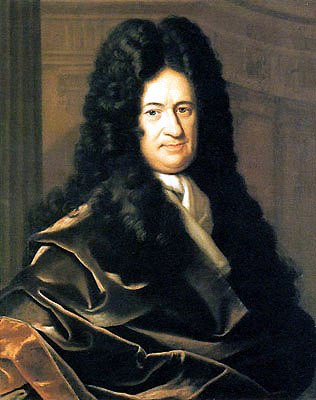
Gottfried Wilhelm von Leibniz

## Concetti chiave
- Razionalista
- Difensore dei dogmi del Cristianesimo
- Conciliatore tra cattolici e protestanti
- Conoscenze oscure e chiare
- Monadi

Leibniz cercava di salvaguardare i dogmi del cristianesimo dando loro una formulazione moderna e di conciliare i conflitti dottrinali tra cattolici e protestanti. Inoltre formulò diverse teorie riguardanti:
- teoria della conoscenza:
- Tendenziale innatismo delle idee (che possono essere semplici o composte)
- conoscenze oscure (dei sensi)
- conoscenze chiare (della ragione)

"nulla è nell'intelletto che prima non sia stato nei sensi, tranne l'intelletto stesso"
- una nuova metafisica

Le monadi sono sostanze semplici ed immateriali che costituiscono tutto l'universo e sono strutturate in una gerarchia di maggiore o minore chiarezza secondo l'armonia prestabilita da Dio.

## L'ars combinatoria
Tra gli svariati interessi di Leibniz c'è anche quello per lo studio del linguaggio sul quale ritiene possa fondarsi una nuova scienza: l'"Ars combinatoria": una simbolizzazione del pensiero con cui operare calcoli logico-matematici.
Aristotele aveva già intravisto questa possibilità negli "Analitici", la sua opera di logica formale, dove i concetti semplici venivano simboleggiati con le lettere dell'alfabeto greco. Lo stesso progetto era stato perseguito da Raimondo Lullo (1235-1315) con la sua "Ars Magna"  ("Ars compendiosa inveniendi veritatem seu ars magna et maior") e da Charles de Bovelles (1475-1566) con la sua Ars oppositorum: tecnica sintetica per scoprire la verità. Servendosi di simboli linguistici e anche di schemi e figure si potevano realizzare delle combinazioni logiche che portavano a verità universali. L'arte lulliana fu dimenticata nel Medioevo e venne invece riscoperta nel Rinascimento dove era utilizzata nell'alchimia e nell'astrologia. Giordano Bruno ad esempio, era considerato un esperto di questa tecnica. Ancora nel '600 l'"ars magna" trova cultori come Pierre Gassendi ma furono soprattutto Thomas Hobbes e i suoi seguaci che tentarono di svilupparla ed applicarla ad ogni campo del sapere.
Il concetto di Hobbes di un sapere come calcolo influenzò in modo rilevante la dottrina di Leibniz.
Egli ha infatti notato come sia possibile ridurre i concetti complessi ad un piccolo numero di concetti primitivi, ciascuno connotato da un segno.
Dopo aver stabilito una classificazione di concetti primitivi, egli pensa che si possa arrivare a stabilire una sorta di scrittura universale simbolica e con questa risolvere i problemi logici così come si risolvono i problemi algebrici.  
(chiamato, se loro piace, un amico): "Calcoliamo".»
Nel 1666 pubblicò De arte combinatoria in cui propone l’aritmetizzazione della logica (mathesis universalis) che lo porterà  alla scoperta del calcolo infinitesimale. Questa stessa impostazione verrà applicata alla sua filosofia che s'innesta nel dibattito sulla sostanza che si era aperto con Cartesio che faceva nascere dubbi su una duplicità sostanziale della realtà (res cogitans e res extensa). La riduzione infinitesima delle verità di fatto riconduceva l'essenza materiale a quella del pensiero.

## Verità di ragione
Tutti i ragionamenti, dal più complesso al primitivo, li possiamo ridurre a due tipi fondamentali: il primo è quello delle verità di ragione (il secondo sarà nel paragrafo successivo). Come insegnava Aristotele, sulla base del principio d'identità noi possiamo formulare un giudizio analitico del tipo: "Il triangolo ha tre angoli". Cioè solo dopo aver chiaramente identificato quella figura geometrica che è il triangolo, e non confondendola più con altre figure, dopo aver quindi applicato il principio d'identità e quello di non contraddizione che dicono che "un triangolo è un triangolo e non è qualcosa di diverso" ("A è A, A non è non A"),  nel giudizio analitico, analizzando il soggetto, triangolo, possiamo metterne in evidenza una delle sue note caratteristiche (ha tre lati, ha tre angoli, la somma degli angoli interni è uguale a 180º...ecc.) ed esprimerla nel predicato. Con il giudizio analitico quindi io non vado molto al di là del primitivo giudizio di identità che mi ha consentito poi di formulare il giudizio, in quanto il predicato era già contenuto nel soggetto (ha tre angoli era già implicito nel concetto di triangolo). Quindi il giudizio analitico, le "verità di ragione" non sono estensive della conoscenza. Ma d'altra parte hanno un rigore logico di necessità. Cioè una volta che io ho affermato che il triangolo è quello che ha tre angoli, non potrò nello stesso senso e nello stesso tempo affermare che il triangolo non ha tre angoli. Le verità di ragione una volta affermate non possono più esser negate e sono inoltre valide per tutti gli uomini dotati di ragione, sono universali.

## Verità di fatto
Ma oltre alle verità di ragione ci sono anche le verità di fatto. Queste risalgono al principio di ragion sufficiente: ovvero di quel fatto si danno le ragioni sufficienti a spiegarlo ma non a dimostrarne la sua necessità. Quando ad esempio formulo il giudizio: «Colombo scoprì l'America» questa è una verità di fatto: anche qui c'è un predicato connesso al soggetto ma il predicato non è all'interno del soggetto stesso ma è nella realtà storica, nel fatto esterno (la scoperta dell'America). Questo tipo di verità quindi sono estensive della conoscenza, ma non sono necessarie, non hanno il rigore logico dei giudizi analitici, delle verità di ragione; tant'è vero che se io fossi ignorante potrei dire tranquillamente: "Colombo non scoprì l'America" senza per questo entrare in una contraddizione logica come accadeva per le verità di ragione. Le verità di fatto, quindi, possono essere negate perché del fatto si danno le ragioni per capirlo, non per dimostrarne la necessità.
Questa argomentazione viene riportata da Leibniz al problema delle due sostanze: perché quando parliamo di verità di ragione si parla del pensiero, della res cogitans  e il mondo del pensiero è appunto quello della necessità. Le verità di fatto, invece, sono quelle che riguardano la materia, la res extensa, che possono essere o non essere, sono contingenti. Quindi Leibniz è arrivato per altra via là dove è giunto Cartesio. Permane il problema della duplicità della sostanza.

## La duplicità ridotta all'unità del pensiero
Ma  è proprio vero che le verità di fatto sono contingenti e diverse dalle necessarie verità di ragione?
Se avessi la capacità di analizzare all'infinito il soggetto espresso nel giudizio delle verità di fatto - nel caso dell'esempio significa analizzare all'infinito la vita di Colombo - arriverei alla conclusione che "necessariamente" Colombo doveva scoprire l'America. Esaminando la vita di Colombo nei suoi componenti minimi, "infinitesimali", se ne deve concludere che Colombo non poteva non scoprire l'America. Quindi le verità di fatto, analizzate all'infinito, coincidono per necessità con le verità di ragione; la loro contingenza scompare e la fattualità si tramuta nell'attualità del pensiero.

## La materia come estensione
Come sul piano logico le verità di fatto coincidono con le verità di ragione così sul piano della materialità  Leibniz si propone di dimostrare che la sua vera natura è lo spirito.
Le nuove scoperte fisiche permettono a Leibniz di elaborare una nuova concezione del mondo non più inteso meccanicisticamente. Quello che rimane infatti sempre presente nei fenomeni meccanici non è la quantità di moto ma la "forza viva", per cui estensione e movimento sono insufficienti a spiegare i fenomeni.
Il concetto di materia viene tradizionalmente associato a quello di estensione. Tutto ciò che occupa uno spazio esteso è materia. La definizione di materia come estensione aveva però già generato una polemica tra il filosofi antichi, i pluralisti, quelli che avevano tentato una soluzione di compromesso nel dibattito tra le tesi contrapposte dell'essere degli eleati e coloro che sostenevano la realtà del divenire. Anassagora partendo da un concetto di materia come estensione affermava l'infinita divisibilità della materia, in quanto anche se piccolissima, la minima particella materiale, essendo estesa, presupponeva la sua ulteriore divisibilità. D'altra parte Democrito affermava che dall'infinito non possono provenire corpi estesi finiti e quindi bisogna supporre che esista una piccolissima particella materiale non più divisibile: l'atomo.
Il concetto di estensione applicato alla materia non è dunque il più adatto per capire la sua natura poiché dà luogo ad un'antinomia irrisolvibile, come avrebbe notato anche Kant nella sua Dialettica trascendentale.

## La materia omogenea
Sostituiamo al concetto di estensione della materia quello per cui essa si presenta come  omogenea. Qualsiasi oggetto materiale si presenterà in una pressoché infinita qualità di forme e modi, ma conserverà sempre la caratteristica della materialità, della corporeità. Quantitativamente dunque la materia è omogenea (dal significato originario del termine greco: "della stessa natura").
Ma se la materia è omogenea come si spiega che essa presenti una diversità di forme, di qualità ecc.? Evidentemente all'interno di quella che noi chiamiamo materia c'è un "principio di differenziazione", una forza per cui un corpo si differenzia da un altro corpo.
D'altra parte se la materia fosse semplice estensione come si spiega lo spostamento? Il concetto di movimento non può derivare da quello di estensione. Se consideriamo due corpi dal punto di vista dell'estensione, il fatto che siano estesi non spiega perché un corpo si sposta con maggiore difficoltà rispetto a un altro corpo. I due corpi infatti possono anche differire per l'estensione, ma questo non è l'elemento determinante per cui essi offrono una diversa resistenza all'azione di chi li vuole muovere. Questa diversa resistenza significa che essi oppongono una forza diversa all'azione di chi vuole spostarli.
Questo vuol dire che l'essere reale è essere semplice che contiene un "principio di differenziazione" e un "principium individuationis" (principio di individuazione) che lo fa essere diverso da tutti gli altri esseri; esso è quindi un essere unico, una sostanza non materiale e passiva ma che esprime un'attività per cui è un centro di forza qualcosa che agisce indipendentemente da qualsiasi altro essere.
«Ora questa forza è qualcosa di diverso dalla grandezza, dalla figura e dal movimento; e da ciò si può giudicare che tutto quanto si sa dei corpi non consiste solo nell'estensione, come sostengono i moderni. Questo ci costringe a reintrodurre quelle forme che essi hanno bandito» ("Discorso di Metafisica", XVIII)
Leibniz definisce l'essere reale come unità reale che ha la realtà dell'atomo fisico (quindi diverso dal punto geometrico che è astratto) e la precisione del punto geometrico che manca all'atomo fisico. Si è quindi superato il dualismo cartesiano di spirito, pensiero e materia, riducendo quest'ultima a spirito e quindi sostenendo alla fine, come necessaria conclusione, che in effetti esistono un'infinità di sostanze tante quante sono i corpi.
Con il concetto di forza=materia si supera l'aspetto fisico: tutto è spirito e ciascuno degli infiniti corpi, centri di forza che esprimono il principio di differenziazione e di individuazione, sono monadi, assolute unità semplici, centri di forza autonomi.

## I molteplici universi e l'unico universo
E debbono esserci sostanze semplici, poiché ve ne sono di composte; il composto non essendo altro che un ammasso o aggregatum di semplici. Ora, laddove non ci sono parti, non c’è estensione, né figura, né divisibilità possibili. Queste monadi sono i veri atomi della natura e, in una parola, gli elementi delle cose. [...]Così si può affermare che le monadi non possono cominciare né finire, cioè, che possono cominciare solo per creazione e finire per annientamento: mentre ciò che è composto, comincia o finisce per parti.
Le monadi non hanno finestre, attraverso le quali qualcosa possa entrare o uscire. [...]»

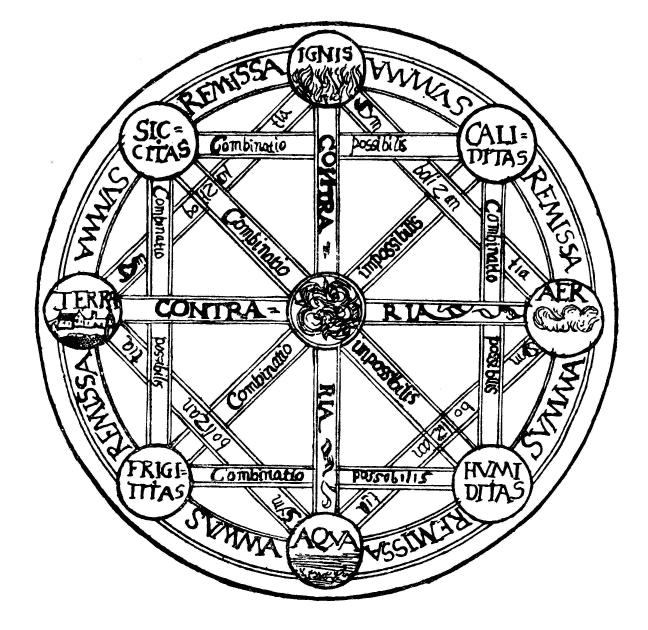
Rappresentazione dei quattro elementi aristotelici secondo Leibniz, dove il cerchio che inscrive il tutto rappresenta l'Universo (Dissertatio de Arte Combinatoria, (1666)).

«Le monadi non hanno porte né finestre» e quindi non possono comunicare con l'esterno; eppure c'è un universo per tutti e in effetti, sostiene Leibniz, vi sono tanti universi quante sono le monadi. Ognuno di noi proietta un suo mondo.
È come se ciascuno di noi fosse una macchina da proiezione che (come monade) è totalmente diversa dalle altre, ma che ha una pellicola che tratta lo stesso tema. La proiezione è sempre diversa ma il film è lo stesso. La proiezione (la visione del mondo) è nostra e soltanto nostra, ma l'oggetto di proiezione (il mondo) è sempre lo stesso ed uguale per tutti. E l'universo non è fuori della monade-proiettore ma è al suo interno (la pellicola).
L'attività della monade, la sua vita interiore infatti consiste nelle rappresentazioni generate da una forza che, in senso metafisico, Leibniz chiama "appetizione".
Le diverse rappresentazioni di una monade sono implicite nel suo essere come nella natura del cerchio ci sono tutte le proprietà che se ne possono dedurre.
La monade quindi rappresenta in se stessa tutto l'universo.
Ogni monade vive in un mondo suo e soltanto suo; ma ogni monade è nello stesso tempo "specchio vivente dell'universo" in quanto riflette immagini che non vengono dall'esterno ma che essa stessa proietta come centro di forza.

## La gerarchia delle monadi
Ogni corpo è monade e tutto quello che avviene e che riguarda la monade uomo avviene e riguarda tutte le altre monadi.
Che differenza c'è tra la monade uomo e tutte le altre monadi?
La vita rappresentativa non coincide con la vita cosciente, percepire è diverso da accorgersi, dobbiamo cioè distinguere la percezione delle monadi più elevate da quella delle monadi meno elevate, cioè meno coscienti.
Tra noi e una roccia c'è alla fine solo una differenza di coscienza.
Ma anche in noi non tutto è cosciente. Leibniz afferma che noi abbiamo delle "piccole percezioni" che assimiliamo inconsciamente proprio perché sono molto piccole. E la percezione cosciente è il risultato della somma delle piccole percezioni.
«Da mille indizi noi possiamo essere sicuri che ci sono in noi, in ogni momento, innumerevoli percezioni senza appercezione... più efficaci di quanto sembra...e anche le percezioni avvertibili derivano per gradi da quelle così piccole che non si possono avvertire»

Così il rumore del mare in fondo è il risultato del rumore delle piccole onde che essendo piccole percezioni noi assimiliamo inconsciamente.
Quindi ci sono monadi coscienti e monadi incoscienti che hanno percezioni così confuse da risultare apparentemente inerti ma in effetti anche loro sono centri di forza e hanno una vita rappresentativa molto inconscia ma reale.
Ogni monade è quindi diversa ed estranea alle altre ma poiché tutte hanno una vita rappresentativa alla fine costituiscono un'unità universale pur nella molteplicità.

## La materia come incoscienza
Cartesio aveva assimilato tutta la conoscenza alla res cogitans mentre la res extensa era l'opposto della vita cosciente, non aveva niente a che fare con la vita del pensiero e di tutto ciò che non è materia. Ora Leibniz estende la vita spirituale anche alla materia che come centro di forza ha una sua vita interiore, magari inconscia ma non più passiva ed inerte come quella che veniva attribuita tradizionalmente alla materia.
Esiste quindi una gerarchia di monadi che dipende dalle caratteristiche della percezione delle monadi. Il primo gradino è quello delle monadi per cui nessuna rappresentazione è cosciente. All'ultimo gradino c'è Dio per il quale niente è oscuro. La monade cerca di avvicinarsi a Dio e rendere sempre più coscienti le sue percezioni.

## L'armonia dell'universo
Quindi ognuna delle monadi vive in un suo mondo che non è altro che il riflesso della sua interiorità. Ogni monade è chiusa nella sua esistenza più o meno cosciente ed è un'isola di un arcipelago in un mare d'incomunicabilità. Eppure le monadi comunicano.
Ogni monade infatti compie ogni atto della sua esistenza nel momento stesso in cui le altre monadi compiono l'atto corrispondente. Questa armonia  è stata prestabilita da Dio che ha fatto in modo che la massima molteplicità fosse accolta nella massima unità.
Ogni monade è come un orologio esatto e perfetto ma diverso da tutti gli altri: tutti insieme suonano e segnano la stessa ora. Dio è l'orologiaio che ha accordato tutti i diversi orologi.
Ogni monade è isolata dalle altre ma c'è una specie di dipendenza ideale tra le monadi, cioè ogni monade è stata creata imperfetta da Dio perché l'imperfezione di una sarà la relativa perfezione dell'altra.
Quindi ci sono degli aggregati di monadi dove quelle più imperfette sono la base di quelle più perfette che stanno al sommo e che dominano l'intero sistema.
Quindi il rapporto ideale delle monadi dipende dalla maggiore o minore perfezione delle monadi.
La monade centrale è l'anima e quelle intorno sono il corpo. Questa dipendenza ideale è stata stabilita da Dio che ha prestabilito come ogni atto di una monade sia corrispondente all'atto di un'altra monade.
Dio ha seguito il criterio della massima varietà nella massima unità:
«Dalla perfezione suprema di Dio deriva che creando l'universo, ha scelto il miglior piano possibile, nel quale la più grande varietà possibile è congiunta col massimo ordine possibile... e ciò perché nell'intelletto divino, in proporzione alle loro perfezioni, tutti i possibili pretendono all'esistenza; il risultato di questa pretesa dev'essere il mondo attuale, il più perfetto possibile».

### L'idea di sistema economico secondo Leibniz
Dal suo enorme epistolario, risulta che Leibniz ebbe influenza presso molte corti europee, fino alla Russia di Pietro il Grande, del quale fu consigliere; nell'arco di anni di attività diplomatica riuscì a tessere una rete di amicizie con molti personaggi importanti.
Leibniz scrisse un Piano di creazione di una società delle Arti e delle Scienze in Germania il cui primo obiettivo è di «produrre abbastanza nutrimento per la nazione al fine […] di migliorare le industrie, di facilitare la sorte della mano d'opera manuale […] attraverso il progresso tecnologico, di rendere sempre a un prezzo abbordabile le macchine termiche, motore di base dell'azione meccanica, al fine che tutti possano costantemente sperimentare tutti i tipi di pensieri e idee innovatrici, proprie a loro stessi e agli altri, senza perdere tempo prezioso». Leibniz considera che la schiavitù non migliora la produttività: è uno spreco perché la vera ricchezza risiede nelle capacità dei cittadini di inventare. In La società e l'economia, Leibniz aggiunge: «E perché tanta gente [i lavoratori] dovrebbe essere ridotta a tanta povertà per il bene di così pochi? La Società avrà dunque per scopo puntuale quello di liberare il lavoratore dalla sua miseria».
L'utopia, come in questo caso, anche se non può essere raggiunta, vale come limite cui tendere. Lo scritto nasce all'interno di una disputa con il filosofo liberista John Locke. Leibniz riteneva che uno Stato dovesse favorire la creazione di invenzioni, di macchine e di manifatture, al fine di liberare l'uomo dal lavoro fisico più alienante e di dare alla società più pensatori e più capacità. Nel saggio Elementa Juris Naturalis, Leibniz affermò che la società perfetta è quella il cui obiettivo è la felicità suprema e generale.
Secondo Leibniz la ricchezza di una nazione non risiede né nelle ore di lavoro incorporate nei beni (e "nel sudore" necessario a produrli) né nell'abbondanza di oro che corrisponde a un attivo della bilancia commerciale (più esportazioni che importazioni); per il filosofo la ricchezza è in primo luogo la capacità di una nazione di produrre beni, il principale prodotto di una società sono le persone, e la ricchezza consiste nella disponibilità di un capitale umano di conoscenza e di un'industria manifatturiera in grado di garantire un futuro alla crescita economica. Perciò ogni repubblica secondo Leibniz avrebbe dovuto investire nell'istruzione e mantenere una propria industria manifatturiera. In un certo senso alle nazioni (come a ogni individuo cosciente) era applicata la nozione di monade.